# Alexander Michailowitsch Raskatow
Alexander Michailowitsch Raskatow (russisch Алекса́ндр Миха́йлович Раска́тов; * 9. März 1953 in Moskau, Sowjetunion) ist ein russischer Komponist.

## Leben
Alexander Raskatow, Sohn eines Journalisten der Zeitschrift Krokodil und einer Ärztin und Kriegsheldin aus dem Zweiten Weltkrieg, studierte am Moskauer Konservatorium Komposition unter Albert Leman. 1978 schloss er sein Studium ab und absolvierte eine vierjährige Aspirantur unter Tichon Nikolajewitsch Chrennikow. 1990 war Raskatow Composer in Residence an der Stetson University und 1998 in Lockenhaus. Anfang der 1990er-Jahre ließ er sich in Deutschland nieder.

## Stil
In Raskatows Klangentfaltung und konzentrierter Materialbehandlung zeigen sich Einflüsse von Igor Strawinski und Anton Webern. Für seine vokalen Werke greift er öfters auf russische Gedichte zurück, zum Beispiel Alexander Blok, Welimir Chlebnikow oder Joseph Brodsky.

## Werke

### Opern
- The Pit and the Pendulum (1989–1991)
 Oper in 5 Akten nach Edgar Allan Poes gleichnamiger Geschichte
 Libretto: Alexei Parin (russisch)
- Собачье сердце (A Dog’s Heart) (2008/09)
 Oper in zwei Akten nach Michail Bulgakows Geschichte Hundeherz
 Libretto: Cesare Mazzonis (russisch)
- GerMANIA (2018)
 Oper nach Heiner Müllers Germania Tod in Berlin (1956–1971) und Germania 3 (1995)
 Libretto in Deutsch und Russisch
- Animal Farm (2023)
 Oper in drei Akten, neun Szenen und einem Epilog nach George Orwell
 Libretto von Ian Burton und Alexander Raskatow, UA Amsterdam, März 2023
 Auftragswerk und Koproduktion der De Nationale Opera, der Wiener Staatsoper, des Teatro Massimo Palermo und der Finnischen Nationaloper[1][2]

### Orchesterwerke
- Night Hymns (1982–1984)
 Kammerkonzert für Klavier und 11 Instrumentalisten
- Sentimental Sequences (1986)
 für dreizehn Spieler
- Konzert für Oboe und 15 Streicher (1987)
 Tony Rothman gewidmet
- Sechs Psalmodien (1990)
 für Viola, Harfe und 15 Streicher
- Abschiednehmen von den Zugvögeln (1994)
 für Altsaxophon und Kammerorchester
- Xenia (1992)
 für Kammerorchester
- Urlied (1995)
 für Viola und fünfzehn Streicher
- Blissful Music – Glückselige Musik (1997)
 für Violoncello und Kammerorchester
- Traumpendel schwingend (1998, überarbeitet 2008)
 für Violine und Ensemble
- Pro-Kofiev et Contra-Kofiev, Ouvertüre (1999)
 für Bläserensemble und Schlagzeug
- Ritual II (1999)
 für vier Saxophone, Schlagzeug, Klavier und Streicher
- Fünf Minuten aus dem Leben von W. A. M., not a „not-turno“ (2001)
 für Solovioline, drei weitere Violinen, vier Bratschen, zwei Violoncelli, Kontrabass und Schlagzeug, gewidmet Gidon Kremer
- The Seasons’ Digest, basierend auf Tschaikowskys Jahreszeiten op. 37a (2001)
 für Streicher, Schlagzeug und präpariertes Klavier
- Put – Path – Chemin – Weg, Dmitri Shostakovich in memoriam (2002)
 Konzert für Viola und Orchester
- Gens Extorris (2005)
 für Klavier und Streicher
- Steady Time (2007)
 drei orchestrale Zwischenspiele aus Modest Mussorgskis Zyklus Lieder und Tänze des Todes von 1877

### Vokalwerke
- Gra-Ka-Kha-Ta (1988)
 für Tenor und 4 Schlagzeuger, Text: Velimir Klebnikow, gewidmet Alexei Martinow und Mark Pekarski
- Let there be Night (1989)
 5 Fragmente von Samuel Taylor Coleridge für Kontratenor und Streichtrio, gewidmet Elizabeth Wilson
- 66, Sonett von William Shakespeare (1990)
 für Sopran und zwölf Instrumente
- Txetru – Urtext, über einen Text aus dem Alten Testament (1992)
 für Sopran, Klarinette, Bassklarinette, Viola, Violoncello und Kontrabass
- Pas de deux (1994)
 für Sopran (mit Glöckchen) und Saxophon (Sopran und Tenor)
- Cosmogony According to Chagall (1996)
 für Klavier und Kammerensemble
- Resurrexi (1997)
 für Sopran, Mezzosopran und Kammerorchester
- Quasi Hamlet (1997)
 für Sopran und Kammerensemble
- Praise, auf Texte der Russisch-Orthodoxen Kirche (1998)
 für Kontratenor, 2 Tenöre und Bass, zwei Kirchenglocken ad libitum
- Circle of Singing (2000)
 für Bariton und Klavier, Text: Alexander Puschkin, Fjodor Tjuttschew
- Voices of Frozen Land, nach russischen Volkstexten (2001)
 für sieben Sänger, Bläserensemble und Schlagzeug
- The Last Freedom, auf hebräische, lateinische, altslawische liturgische Texte und Texte von Dmitri A. Prigov (2001)
 für gemischten Chor und Orchester
- „… And Meadows Merge into the Sky…“ (2004)
 für Sopran und Streichquartett, Text: Gennadi Aigi, Evgeni Baratinski, Vasily Zhukowski
- Nunc Dimittis (2007)
 für Mezzosopran, männl. Stimme und Orchester, Text: Joseph Brodsky, Starets Siluan, gewidmet Alfred Schnittke
- Das Alphabet des Todes (2011)
 Suite für Bass und Orchester

### Kammermusik
- Little Tripdych (1975)
 für Oboe
- Canti (1978)
 für Viola
- Dramatic Games (1979)
 Sonate für Violoncello – Quasi una sonata
- Vier Bagatellen (1980)
 für 2 Violinen und Fagott
- Invitation to a Concert (1981)
 für 2 Schlagzeuger, gewidmet Mark Pekarsky
- Klaviersonate (1981)
- Remembrance of an Alpine Rose (1982)
 für 6 Schlagzeuger, Spieldose und Band
- Muta III (1986)
 für 3 Flöten
- Sentimental Sequences (1986)
 für 12 Instrumentalisten
- Two Pieces (1986)
 für Kontrabass und Klavier
- Der Weg (1986)
 für zwei Violoncelli und Cembalo
- Consolation (1989)
 für Klavier
- Punctuation Marks (1989)
 für Cembalo, gewidmet Petja Kaufman
- Illusion (1990)
 für Schlagzeug
- Dolce far niente (1991)
 für Violoncello und Klavier, gewidmet Vladimir Tarnopolsky
- … I will see a rose at the end of the path … (1994)
 Streichquartett Nr. 1
- Time of Falling Flowers (2006)
 für 6 Instrumentalisten

### Arrangements
- Arrangement von Sergei Prokofjews Sonate Nr. 2 für Cello und Klavier, op. 119 (1949)
- Streichquartett Nr. 7 (2001)
 Arrangement für Streichorchester von Dmitri Schostakowitschs Streichquartett Nr. 7 in fis-Moll, op. 108 (1960)
- Lieder und Tänze des Todes (2007)
 Arrangement für Bass und Orchester von M. Mussorgskis Zyklus (1877), Text: Arseni Golenischtschew-Kutusow
- Symphonie Nr. 9 (2007)
 Rekonstruktion von Alfred Schnittkes Symphonie Nr. 9 (1997/98)